# Rocky Mountain Laboratories
Rocky Mountain Laboratories (RML) maakt deel uit van het NIH Intramural Research Program en is gevestigd in Hamilton, Montana. RML opereert een van de weinige bioveiligheidsniveau 4- laboratoria in de Verenigde Staten, evenals bioveiligheidsniveau 3- en ABSL3 / 4-laboratoria.
Beheerd door het National Institute of Allergy and Infectious Diseases, doet RML onderzoek naar pathogenen met BSL-4 zoals ebola en onderzoek naar prionen en intracellulaire pathogenen zoals Coxiella burnetti en Francisella tularensis.
In februari 2020 werden bij RML elektronenmicroscoopbeelden van SARS-CoV-2 ontwikkeld.